# نوشات (یمن)
 نوشات  نام روستایی است در عزلهٔ (بنی ذیمار)، در ناحیهٔ (ذی وّقّار) . از توابع استان ذَمار در کشور یمن در شبه جزیره عربستان است. 
جمعیت آن ۹۸ نفر (۵ خانوار) می‌باشد.